# جائزة كندا الكبرى 2007
جائزة كندا الكبرى 2007 (بالإنجليزية: 2007 Canadian Grand Prix)‏ هو سباق فورمولا 1 أقيم بتاريخ 10 يونيو 2007 في حلبة جيل فيلنوف، مونتريال، كندا. كان السادس من أصل 17 في بطولة العالم لسباقات الفورمولا واحد موسم 2007. حلّ البريطاني لويس هاملتون أولا بينما جاء الألماني نيك هيدفيلد في المركز الثاني وحصل على المركز الثالث النمساوي ألكساندر وورز.